# Lijst van voetbalstadions in Frankrijk
Dit is een lijst van voetbalstadions in Frankrijk, gerangschikt in volgorde van capaciteit.
| Nr. | Foto | Stadion                   | Capaciteit | Plaats            | Bespeler              | Opening |
| --- | ---- | ------------------------- | ---------- | ----------------- | --------------------- | ------- |
| 1   |      | Stade de France           | 81.338     | Parijs            | Frans voetbalelftal   | 1998    |
| 2   |      | Stade Vélodrome           | 67.394     | Marseille         | Olympique Marseille   | 1937    |
| 3   |      | Parc Olympique Lyonnais   | 59.186     | Lyon              | Olympique Lyonnais    | 2016    |
| 4   |      | Stade Pierre-Mauroy       | 50.186     | Villeneuve-d'Ascq | Lille OSC             | 2012    |
| 5   |      | Parc des Princes          | 48.712     | Parijs            | Paris Saint-Germain   | 1897    |
| 6   |      | Matmut Atlantique         | 42.052     | Bordeaux          | Girondins de Bordeaux | 2015    |
| 7   |      | Stade Geoffroy-Guichard   | 41.965     | Saint-Étienne     | AS Saint-Étienne      | 1931    |
| 8   |      | Stade Bollaert-Delelis    | 41.233     | Lens              | RC Lens               | 1932    |
| 9   |      | Stade de la Beaujoire     | 38.285     | Nantes            | FC Nantes             | 1984    |
| 10  |      | Allianz Riviera           | 35.624     | Nice              | OGC Nice              | 2013    |
| 11  |      | Stadium Municipal         | 35.575     | Toulouse          | Toulouse FC           | 1937    |
| 12  |      | Stade Chaban-Delmas       | 34.462     | Bordeaux          | Girondins de Bordeaux | 1938    |
| 13  |      | Stade de la Mosson        | 32.939     | Montpellier       | Montpellier HSC       | 1972    |
| 14  |      | Roazhon Park              | 29.778     | Rennes            | Stade Rennais         | 1912    |
| 15  |      | Stade de la Meinau        | 29.230     | Straatsburg       | RC Strasbourg         | 1914    |
| 16  |      | Stade Saint-Symphorien    | 26.700     | Metz              | FC Metz               | 1923    |
| 17  |      | Stade Océane              | 25.178     | Le Havre          | Le Havre AC           | 2012    |
| 18  |      | MMArena                   | 25.000     | Le Mans           | Le Mans FC            | 2011    |
| 19  |      | Stade du Hainaut          | 24.926     | Valenciennes      | Valenciennes FC       | 2011    |
| 20  |      | Stade de l'Abbé-Deschamps | 23.467     | Auxerre           | AJ Auxerre            | 1918    |
| 21  |      | Stade Louis Dugauguez     | 23.189     | Sedan             | CS Sedan              | 2000    |
| 22  |      | Stade Auguste-Delaune     | 21.684     | Reims             | Stade de Reims        | 1935    |
| 23  |      | Stade Michel d'Ornano     | 21.500     | Caen              | SM Caen               | 1993    |
| 24  |      | Stade de l'Aube           | 20.400     | Troyes            | Troyes AC             | 1956    |
| 25  |      | Stade Marcel Picot        | 20.087     | Tomblaine         | AS Nancy              | 1926    |
| 26  |      | Stade des Alpes           | 20.068     | Grenoble          | Grenoble Foot 38      | 2008    |
| 27  |      | Stade Auguste Bonal       | 20.025     | Montbéliard       | FC Sochaux            | 2000    |
| 28  |      | Stade Charléty            | 20.000     | Parijs            | Paris FC              | 1938    |
| 29  |      | Stade Jean-Bouin          | 20.000     | Parijs            | Stade Français        | 1925    |